# François Pellegrin
Francois Pellegrin (25 de septiembre de 1881 - 9 de abril de 1965) fue un botánico francés.
Fue miembro de la Société Botanique de France.

## Algunas publicaciones
- Pellegrin, F. 1911. Collections botaniques rapportées par la mission Tilho de la région Niger-Tchad
- Pellegrin, F. 1912. Contribution à l'étude de la flore de l'Afrique occidentale Dichapétalacées = Chailletiacées, par M. François Pellegrin. Société Botanique de France
- Pellegrin, F. 1913. Sur un genre peu connu de légumineuses le genre Amphimas Pierre
- Pellegrin, F. 1924. La Flore du Mayombe : D'après les récoltes de M. Georges Le Testu. 128 pp.
- Pellegrin, F. 1954. Les Légumineuses du Gabon : Description avec clefs des 125 genres et des 450 espèces signalés jusqu'à ce jour au Gabon
- Pellegrin, F. 1954. Un siècle de Société de botanique de France. Bulletin de la Société botanique de France, suplemento al N° 101 : 17-46

### Participación en capítulos
- Tardieu-Blot, Marie-Laure; A Guillaumin; J Arènes; F Pellegrin; H Humbert; F Gagnepain; S Jovet-Ast. 1938. Supplément à la Flore générale de l'Indo-Chine publiée sous la direction de H. Humbert. Ed. Muséum national d'histoire naturelle, Phanérogamie. 1.028 pp.

- La abreviatura «Pellegr.» se emplea para indicar a François Pellegrin como autoridad en la descripción y clasificación científica de los vegetales.[1]